# Los Flechazos
Los Flechazos est un groupe mods formé à León en Espagne, qui eut un succès dans les années 1980 et au début des années 1990, et fut essentiellement influencé par la musique britannique des années 1960. 

## Discographie
- Viviendo en la era pop, 1988 (DRO)
- En el club, 1989 (DRO)
- Preparados, listos, ya!, 1991 (DRO)
- En acción!, 1992 (DRO)
- El sorprendente sonido de Los Flechazos, 1993 (DRO)
- Alta fidelidad, 1995 (ELEFANT)
- Haciendo astillas el reloj, 1996 (DRO)
- Dias grises, 1996 (ELEFANT)
- Pussycat, 1996 (FORTUNE)